# Nemesea
Nemesea is een Nederlandse alternatieve rockband met elektronische invloeden.

## Biografie
In 2002 werd de band opgericht door Manda Ophuis en Hendrik Jan de Jong,die op dat moment studenten aan het Prins Claus Conservatorium in Groningen waren. Gedurende vrijwel de gehele Decipher-tournee in 2003 stond Nemesea in het voorprogramma van After Forever. De band bracht in 2004 haar debuutalbum Mana uit (de magische kracht van dingen, gegeven door de goden). Dit album was muzikaal gezien een gothic metal album.
Hierna deden ze mee aan het internationale concept SellaBand, waarmee fans aandelen in hun favoriete bands kunnen kopen. De band bereikte op 2 november 2006 als eerste band het bedrag van 50.000 dollar, wat binnen drie maanden gebeurde. Hiermee ontsteeg Nemesea alle verwachtingen, zelfs van die van de SellaBand-redactie, die het op zijn vroegst 15 november, en op zijn laatst voor het eind van dat jaar hadden verwacht. Het gevolg was het album In Control, dat in juni 2007 uitkwam. In Control was geen gothic metal album, zoals hun voorganger Mana, maar was meer gebaseerd op elektronische rock. Voor het lied No More is ook een video opgenomen. Ook trad Nemesea op op Concert at Sea 2007.
In 2009 gaf de band een tweetal shows in OMNI surround in P3 te Purmerend. Hiervan verscheen het livealbum PURE live @ P3 in september dat jaar.
In 2011 maakte de band bekend te hebben getekend bij de Oostenrijkse muziekmaatschappij Napalm Records, via welke ze in november 2011 het album The Quiet Resistance uitbrachten. Ook toerde de band datzelfde jaar met In Extremo door Duitsland.
In augustus van 2013 maakte HJ bekend dat de band was begonnen aan het opnemen van nieuw studio materiaal. Het album, Uprise genaamd, zag het levenslicht op 29 april 2016.

## Bezetting
Huidige leden
- Sanne Mieloo – zangeres (2017–2020, 2024-heden)
- Sonny Onderwater – bassist, toetsenist (2002–heden)
- Hendrik Jan (HJ) de Jong – gitarist, toetsenist, zanger (2002–heden)
- Steven Bouma – drums (2006–2011, 2016–heden)
- Lasse Dellbrugge  – Toetsen (2007–heden)

Voormalige bandleden
- Manda Ophuis – zangeres (2002–2016)
- Mathijs van Til – toetsenist (2019–2020)
- Frank van der Star – drummer (2011–2015)
- Chris Postma – drummer (2002–2005)
- Sander Zoer – drummer (2005–2006)
- Martijn Pronk – gitarist (2002–2007)
- Berto Booijink – toetsenist (2002–2007)

## Discografie

### Studioalbums
- Mana (2004)
- In Control (2007)
- The Quiet Resistance[1] (2011)
- In Control 5.1 Surround (2014)
- Uprise (2016)
- White Flag (2019)

### Livealbums
- Pure: Live @ P3 (2009)
- Pure: Live @ P3 (2012) (geremixt en geremasterd)

### Singles
- No More (2009)
- Twilight (2016)
- Forever (2016)
- Dance in the Fire (2017)
- Hear Me (Alternate Version 2017) (2017)
- Twilight (New Vocal Version 2018) (2018)
- Kids with Guns (2019)
- Fools Gold (2019)
- White Flag (2019)
- New Year's Day (2020)
- Wake Up! (2020)
- Threefold Law 2021 (2021)
- No Good - Start the Dance (2022)
- Save Me (featuring Charlotte Wessels) (2024)
- Black Dress (2024)